# Parahesione
Parahesione är ett släkte av ringmaskar. Parahesione ingår i familjen Hesionidae.
Kladogram enligt Catalogue of Life:
| Parahesione | \| \| Parahesione bruneli \| \| \| \| \| \| Parahesione luteola \| \| \| \| |
|             | \| \| Parahesione bruneli \| \| \| \| \| \| Parahesione luteola \| \| \| \| |
|             | Parahesione bruneli                                                         |
|             |                                                                             |
|             | Parahesione luteola                                                         |
|             |                                                                             |